# Édouard Louis Trouessart
Édouard Louis Trouessart fue un zoólogo francés, nacido el 25 de agosto de 1842 en Angers y fallecido el 30 de junio de 1927 en París.

## Biografía
Hijo de un profesor de Física de la Universidad de Poitiers, Trouessart fue educado en Angers y Poitiers antes de entrar en la escuela de Medicina militar de Estrasburgo. Por causa de graves problemas de salud, tuvo que abandonar los estudios.
En 1864 pasó a ser preparador de Física de la facultad de Poitiers, y desde entonces se consagró a la Historia natural. Regresó a los estudios de medicina y obtuvo su doctorado en 1870. Sirvió en el ejército francés durante la Guerra Franco-Prusiana.
Después de haber servido en el hospital de Villevêque, dirigió entre 1882 y 1884 el museo de Angers y enseñó historia natural en el liceo de la ciudad. En 1885 se instaló en París, donde frecuentó la compañía de Alphonse Milne-Edwards (1835-1900), a quien ayudó voluntariamente.
La muerte de Émile Oustalet (1844-1905) le permitió obtener la cátedra de Zoología, mamíferos y aves, puesto que conservó hasta 1926.
Se consagró principalmente a los mamíferos y ácaros, además de las aves. Entre sus obras, hay que destacar Catalogus mammalium tam viventium quam fossilium (1899) y la Faune des Mammifères d'Europe (1910). En 1901 accedió a la presidencia de la Sociedad Zoológica de Francia.

## Algunas publicaciones
- Les microbes, les ferments et les moisissures. Avec 107 figures dans le texte, 1886; traducido al inglés como "Microbes, ferments and moulds. With one hundred and seven illustrations". N. York : D. Appleton & Co. 1886

- Au bord de la mer: géologie, faune et flore des côtes de France de Dunkerque à Biarritz (Al borde del mar: geología, flora y fauna de la costa francesa desde Dunkerque a Biarritz) 1893

- "Catalogus mammalium tam quam viventium fossilium" 1899

- Faune des Mammifères d’Europe 1910

- La distribution géographique des animaux 1922

## Abreviatura (zoología)
La abreviatura Trouessart  se emplea para indicar a Édouard Louis Trouessart como autoridad en la descripción y taxonomía en zoología.